# 聯合禮拜堂
聯合禮拜堂（Unity Chapel）位於愛荷華郡，在1974年列入國家史蹟名錄。

這座一位論派的禮拜堂是由詹金·洛伊·瓊斯委託約瑟夫·萊曼·席爾斯比設計。

瓊斯的姪子法蘭克·洛伊·萊特也參與了這個設計案。